# پنجره جوی
پنجرهٔ جوی مناطقی از طیف الکترومغناطیسی است که فوتون با آن طول موج می‌تواند بدون تغییر یا جذب از جو زمین عبور کند. این پنجره‌ها اغلب در مناطق دارای طیف مرئی و فرکانس رادیویی دیده می‌شوند. در این مناطق میزان جذب پرتوها کم یا هیچ است و موجب می‌شود که پرتوها به آسانی به سطح زمین برسند.